# Šetka
Šetka (cyr. Шетка) – wieś w Serbii, w okręgu niszawskim, w gminie Ražanj. W 2011 roku liczyła 353 mieszkańców.